# شانه‌موش سان لوئیس
شانه‌موش سان لوئیس (نام علمی: Ctenomys pontifex) نام یک گونه از سرده شانه‌موش است.